# IBM PC
IBM Personal Computer, он же IBM Model 5150, известный как IBM PC — персональный компьютер компании IBM, выпущенный в 1981 году, первый в серии IBM PC, положивший начало PC-совместимой архитектуре. Благодаря модульности, открытой архитектуре и удачным техническим решениям компьютер очень быстро завоевал популярность, став лидером сегмента персональных компьютеров для бизнеса.

## Ранняя история

### Производство больших ЭВМ
До 80-х годов IBM занималась производством мэйнфреймов и суперкомпьютеров для правительства, научных учреждений и крупных компаний.

### Персональный компьютерIBM 5100
Первым серийным персональным компьютером стал 5100, выпущенный компанией в 1975 году, он имел встроенный экран, клавиатуру и ленточный накопитель и предназначался для решения научных и инженерных задач. Для деловых людей и индивидуальных пользователей этот основной компьютер за 20 тысяч долларов оказался слишком дорогим по стоимости и, по их мнению, плохо адаптированным для широкого круга потребителей.

### Путь к потреблению в массы
К началу 1980-х годов рынок персональных компьютеров был небольшим и состоял из семейства 8-битных систем Atari Commodore PET, Apple II и Radio Shack TRS-80 корпорации Tandy. IBM так же решила выпустить собственную модель персонального компьютера, надеясь поучаствовать в новом развивающемся перспективном рынке.

## История

### Разработка
Начало семейству наиболее распространённых современных персональных компьютеров (или РС) положила модель IBM 5150. Работа над первым IBM PC, который мог быть доступен широкому кругу потребителей, началась в июле 1980 года и была завершена 12 августа 1981 года.
Новую модель персонального компьютера создавала команда из 12 сотрудников под техническим руководством Дона Эстриджа (англ. Don Estrige) в рамках Project Chess (проект «Шахматы») в городе Бока-Ратон, штат Флорида, в подразделении IBM, которое возглавлял Уильям Лоу. Для сравнения: штат компании Microsoft в то время насчитывал 32 человека.
Фирма IBM не придавала большого значения персональным компьютерам в номенклатуре выпускаемой техники, поэтому в IBM PC было использовано много компонентов, разработанных сторонними производителями. Это стало одним из ключевых решений в разработке архитектуры будущего компьютера и сэкономило много средств и времени, не отвлекая собственные научные кадры на внедрение новаций.
Первоначально Дон Эстридж в качестве процессора выбрал IBM 801 и специально разработанную для него операционную систему, но затем от этого решения отказались. Немногим ранее фирма IBM выпустила в широкую продажу микрокомпьютер Datamaster (полное название — System/23 Datamaster или IBM 5322), в основе которого лежал процессор Intel 8085. Поэтому было решено, что в новом персональном компьютере IBM также будет использован процессор этой фирмы — Intel 8088.
Применение процессора Intel 8088 потребовало внедрения новой операционной системы. Решение под названием MS-DOS было предложено небольшой и малоизвестной в те времена компанией Microsoft из Редмонда.
Модель монитора была уже ранее создана японским подразделением IBM, для экономии сил и времени от разработки новой версии отказались. Печатающим устройством стал принтер производства Epson.
В продажу новый персональный компьютер IBM поступил в нескольких конфигурациях.
При разработке нового персонального компьютера, вопреки жёсткой политике IBM в области интеллектуальной собственности, ни компоненты компьютера, ни разработанная новая базовая система ввода-вывода не были запатентованы. Этот просчет позволил сторонним фирмам, пользуясь опубликованными спецификациями, создать множество клонов IBM РС и вскоре отобрать у IBM значительную долю быстро расширяющегося нового рынка.

### Продажи
Персональный компьютер IBM PC (или IBM 5150) продавался в различных конфигурациях. Самая дорогая модель стоила 3005 долларов США. Она оснащалась процессором Intel 8088, работающим на частоте 4,77 МГц. Объём ОЗУ составлял 64 кбайта.
В качестве устройства для постоянного хранения данных предполагалось использовать 5,25-дюймовые флоппи-дисководы — один или два на выбор. Позже IBM начала поставлять модели, позволявшие подключать кассетные носители данных.
Жёсткий диск нельзя было установить в IBM 5150 из-за недостаточной мощности блока питания. Поэтому компания выпустила так называемый «модуль расширения» или Expansion Unit (известный также как IBM 5161 Expansion Chassis) с винчестером на 10 Мбайт, который требовал отдельного источника питания. В модуль можно было также установить второй HDD. Модуль имел 8 слотов расширения, тогда как сам компьютер имел ещё 5. Для подключения к компьютеру модуля Expansion Unit требовалось использовать карты Extender Card (в модуле) и Receiver Card (в компьютере). Другие слоты расширения компьютера обычно были заняты видеоадаптером, картами с портами ввода-вывода и так далее.
Имелась возможность нарастить объём ОЗУ до 256 кбайт (с появлением плат большей ёмкости — до 544 кбайт).
Самая дешёвая конфигурация IBM PC обходилась в сумму 1565 долларов США. Покупатель получал тот же самый процессор, но оперативная память составляла лишь 16 Кбайт. В комплектации с компьютером не поставлялся флоппи-дисковод, а также не было стандартного CGA-монитора. Взамен модель имела адаптер для кассетных накопителей и видеоадаптер, ориентированный на подключение к телевизору.
Предполагалось, что дорогая модификация IBM PC будет востребована в бизнес-структурах, а более дешёвая — создавалась для домашнего использования. Практика продаж показала, что расчет был верным.
Со временем появились новые модели видеоадаптеров:
- 1 октября 1987 года в продаже появился видеоадаптер, обеспечивающий режим VGA. Для поддержки видеорежима разрешением 640×480 пикселей при 16 цветах требовалось 256 кбайт видеопамяти;
- в мае 1988 года в продаже появился видеоадаптер, обеспечивающий режим PPGA разрешением 640×480 пикселей при 256 цветах.

## Конструкция
В горизонтальном корпусе размещалась основная материнская плата, включающая в себе:
- приблизительно 45 микросхем малой и средней степени интеграции.
- 10 СБИС — микропроцессор i8088, контроллер прямого доступа к памяти i8237, контроллер прерываний i8259A, таймер i8254, контроллер параллельного порта i8255A, микросхему постоянного запоминающего устройства с BIOS, четыре таких же с интерпретатором BASIC.
- от 9 до 36 микросхем динамической ОЗУ 4116 в зависимости от конфигурации.

В правом заднем углу корпуса располагался блок питания с коммутационным преобразователем, а в правой передней части корпуса было место для одного или двух 5¼-дюймовых дисководов для дискет.
 
Материнская плата модели 5150 имела 5 гнёзд расширения. Одно из них обычно занимал видеоадаптер, другое — контроллер гибких дисков.
Для подключения принтера нужно было приобрести адаптер параллельного порта, а для подключения модема — адаптер последовательного порта.
Предлагались и другие платы, в частности, для расширения оперативной памяти, сверх 64 килобайт на материнской плате.

## Конфигурация первого IBM PC
Процессор Intel 8088 с частотой 4,77 МГц (4/3 частоты поднесущей NTSC), ёмкость ОЗУ — от 16 до 256 Кбайт. Флоппи-дисководы ёмкостью 160 Кбайт приобретались за отдельную плату в количестве 1 или 2 шт. Жёсткого диска у него не было.

## Ключевые технологии
1. Системная шина ISA со стандартными слотами, позволяющая вставлять в компьютер разнообразные платы расширения (видео-, звуковые, сетевые и прочие адаптеры).
2. BIOS — набор системных функций, позволявший разработчику ПО абстрагироваться от деталей работы аппаратуры и не зависеть от конкретной конфигурации системы (до этого всё ПО разрабатывалось только под конкретные машины и поставлялось вместе с ними).
3. В IBM PC можно было использовать либо монохромный видеоадаптер MDA (текст 80×25, размер символа 9×14) либо цветной видеоадаптер CGA (текст 80×25 или 40×25, размер символа 8×8, либо графика разрешением 320×200 пикселей при 4-х цветах, 160×200 пикселей при 16 цветах[1][2] или разрешением 640×200 пикселей при 2 цветах). Причём можно было даже вставить оба видеоадаптера и подключить сразу два монитора — монохромный и цветной.

## Влияние на последующее развитие ПК
Процессор Intel 8088, использовавшийся в IBM PC, в то время рассматривался как временное решение в области 16-битных процессоров, поскольку разработка «настоящего» процессора Intel 80286 требовала много времени. Операционная система MS-DOS также считалась «временной»: под процессор Intel 80286 предполагалось создать уже «серьёзную» операционную систему OS/2.
Архитектура же IBM PC прижилась настолько, что большинство процессоров 80286 и даже 80386 использовались в режиме совместимости с 8086 («реальный режим»), а MS-DOS надолго стала доминирующей операционной системой для этой архитектуры. Успеху способствовала открытая архитектура IBM PC. Любой производитель мог создать периферию и ПО без покупки какой-либо лицензии. Заодно IBM продавал IBM PC Technical Reference Manual, где был размещен полный исходный код BIOS. В итоге, год спустя, мир увидел первые IBM-PC-совместимые компьютеры от Columbia Data Products. Далее последовала Compaq и другие компании.
Различие между процессорами 8088 и 8086 состоит в ширине внешней шины данных — процессор 8086 пересылает 16-разрядные, а 8088 — восьмиразрядные данные. Во-первых, на момент выпуска IBM PC, 8088 был значительно дешевле, во-вторых, использование 8-разрядной шины данных упрощало аппаратуру. «Настоящий» 16-разрядный 8086 процессор появился в «клонах», произведённых другими фирмами, примерно через год после IBM PC, хотя разработан он был почти на год раньше, чем 8088.